# Ernest Delgado Cortilla
Ernest Delgado Cortilla, (Barcelona, 16 de juny de 1956) va ser un jugador de bàsquet català. Amb 1.95 d'alçada, el seu lloc natural a la pista era el d'aler.
Va debutar a la lliga nacional amb el primer equip del Joventut de Badalona la temporada 1973-74, on hi va jugar durant tres temporades, assolint el títol de campió de la Copa del Generalíssim en la seva tercera temporada al club. Va jugar una temporada a l'Areslux Granollers abans de tornar novament al club badaloní en el que va militar quatre temporades més, proclamant-se campió de la Copa Korac el 1981. En acabar la seva segona etapa al club verd-i-negre va jugar en diversos clubs com l'OAR Ferrol, el Mataró o el Caja Ronda, on es va retirar el 1988. Va ser internacional cinc vegades amb la selecció espanyola, on va ser medalla de plata en el Campionat d'Europa d'Angri-73 i en el d'Orleans-74.